# الیک گرانت
الیک گرانت (انگلیسی: Alick Grant; ۱۱ اوت ۱۹۱۶ – ۲۰۰۸ (۹۱−۹۲ سال)) بازیکن فوتبال اهل بریتانیا بود.
از باشگاه‌هایی که در آن بازی کرده‌است می‌توان به باشگاه فوتبال دربی کانتی، باشگاه فوتبال لیدز یونایتد، باشگاه فوتبال یورک سیتی، باشگاه فوتبال نیوپورت کانتی، باشگاه فوتبال بری، باشگاه فوتبال شفیلد یونایتد، باشگاه فوتبال وورکساپ تاون، و باشگاه فوتبال لستر سیتی اشاره کرد.